# 壽龜
壽龜是臺灣漢餅的一種，為臺灣元宵節時的供品，主要由糯米或麵粉製成。由於龜被視為祈福、祥瑞、長壽的象徵，因此元宵節時台灣許多寺廟會舉行向神明「乞龜」的祈福活動，民眾擲筊將供品乞回「食平安」，並在隔年謝奉還廟方更大的龜。